# 2048 (映画)
『2048』（原題：Lost City Raiders）は、2008年に公開されたドイツのテレビ映画。2015年7月13日のテレビ東京『午後のロードショー』では『2048 海底冒険時代！』の邦題で放送された。

## キャスト
| 役名     | 俳優                   | 日本語吹替 |
| -------- | ---------------------- | ---------- |
| ジョン   | ジェームズ・ブローリン | 宝亀克寿   |
| ジャック | イアン・サマーホルダー | 佐藤雄大   |

- その他日本語吹替：山端零、雨谷和砂、藤沢実穂、藤井剛、板取政明、岩田安宣、岡哲也、西園美樹、曽田鷹人、笠羽翔悟、中尾一輝